# Petar Đorđić
Petar Đorđić, né le 17 septembre 1990 à Šabac (Serbie), est un handballeur serbe évoluant au poste d'arrière gauche. 
International serbe mais ayant toujours évolué en Allemagne depuis que son père, Zoran Đorđić, ancien handballeur international yougoslave, a rejoint la Bundesliga en 1997, il décide de renoncer à la sélection serbe et espère ensuite jouer pour l'équipe nationale d'Allemagne, une fois acquise la nationalité Allemande. Finalement, en 2016, il porte à nouveau le maillot de l'équipe nationale de Serbie à l'occasion des éliminatoires du Championnat d'Europe 2018 puis participe à l'Euro 2018. 
Entre-temps, il quitte l'Allemagne pour le club biélorusse du HC Meshkov Brest avant de rejoindre en 2019 le Benfica Lisbonne.

## Carrière

### En club
Compétitions internationales
- Vainqueur de la Coupe des coupes (C2) (1) : 2012 (avec SG Flensburg-Handewitt)
- Finaliste de la Coupe de l'EHF (C3) (1) : 2015

Compétitions nationales
- Vainqueur de la Coupe d'Allemagne (6) : 2016, 2017
- Deuxième du Championnat d'Allemagne (4) : 2012, 2013, 2016, 2017
- Vainqueur du Championnat de Biélorussie (2) : 2018, 2019
- Vainqueur de la Coupe de Biélorussie (1) : 2018